# Publio Cornelio Scipione Nasica Corculo
Publio Cornelio Scipione Nasica Corculo (latino: Publius Cornelius Scipio Nasica Corculum) (... – 141 a.C.) è stato un politico romano.

## Biografia
Partecipò alla battaglia di Pidna nel 168 a.C. Fu eletto console una prima volta nel 162 a.C. con Gaio Marcio Figulo.
Censore nel 159 a.C., assieme al collega Marco Popilio Lenate fece costruire il primo orologio ad acqua di Roma, che fu sistemato nella Basilica Emilia.
Venne rieletto console una seconda volta nel 155 a.C. con Marco Claudio Marcello. Nel corso di questo suo secondo consolato, condusse una campagna militare contro i Dalmati, utilizzando Aquileia quale suo quartier generale. Da qui sembra si spinse fino a Delminium che conquistò, ed occupò l'intera area compresa tra i fiumi Arsia e Narenta, meritandosi infine il Trionfo. In seguito a questi eventi potrebbe essere nata la provincia dell'Illirico.